# 酒井香奈子のタクロク!
酒井香奈子のタクロク!（さかいかなこのタクロク）はインターネットラジオ配信サイトアニメイトTVで隔週木曜日の更新で配信している。　声優の酒井香奈子がパーソナリティを務めている。

## 概要
- この番組は、酒井香奈子の自宅で収録されている。BGM、ジングルなどの音もすべて酒井香奈子自身が行っている。
- 第22回（2009年12月3日）までは毎週配信だった。第23回（2009年12月17日）から隔週配信に変更された。

## 配信日・時間
- 配信日：隔週木曜日の更新
- 配信開始日：2009年7月1日 -

### スタッフ
- パーソナリティ：酒井香奈子